# Macu-camãs
Os Macu-camãs, autodenominados dâw, são uma etnia indígena da Amazônia da qual só sobrevive a comunidade de Waruá, na margem direita do rio Negro no município de São Gabriel da Cachoeira. Falam uma língua da familia macu.

## Caça e coleta
Tradicionalmente, os macu-camãs, são caçadores e coletores, antes nómadas habitantes do interior da floresta, das áreas de igarapés. Embora atualmente estejam concentrados, ainda são constantes os seus deslocamentos no interior da Terra Indígena do Médio Rio Negro I, no interfluvio dos rios Negro e Curicuriari.

## Clãs
A sociedade macu-camã está conformada por clãs patrilineares exógamos. O casamento preferencial é entre primos cruzados que pertencem a diferentes clãs e o casamento entre primos paralelos está proibido. Praticavam a endogamia étnica, mas o pequeno número que sobrevive obrigou a casamentos interétnicos.

## História
Viviam imemorialmente no igarapé Wʔĩc, afluente do Ueni e subafluente do rio Mariê. Porém, nessa área, eles sofriam constantes ataques dos índios tɯmʔɛ, e precisaram migrar à região entre os rios Curicuriari e Negro. Ai começaram a trabalhar para os indígenas sedentários e a comerciar com eles. Posteriormente, os macu-camãs trabalharam coletando cipó-titica e piaçava para patrões brancos e foram explorados como mão de obra barata. Decidiram então concentrar-se para procurar melhores condições económicas e garantir a supervivência étnica. Atualmente coletam produtos da floresta para a venda, tendo aos missionários como intermediários. Têm um programa de educação na sua própria língua e têm conseguido mantê-la. Waruá está organizada em quatro "bairros".